# Sant Joan de Labritja
Sant Joan de Labritja település Spanyolországban, a Baleár-szigeteken. Sant Joan de Labritja Sant Antoni de Portmany és Santa Eulària des Riu községekkel határos. Lakosainak száma 6948 fő (2024).

## Népesség
A település népessége az elmúlt években az alábbi módon változott:
| Lakosok száma | 4401 | 4611 | 4975 | 5541 | 5351 | 5668 | 6070 | 6397 | 6635 | 6948 |
|               | 2001 | 2004 | 2006 | 2009 | 2011 | 2014 | 2016 | 2019 | 2021 | 2024 |